# Орашац (Травник)
Орашац је насељено место у Босни и Херцеговини, у општини Травник. Административно припада Федерацији Босне и Херцеговине, односно њеном Средњобосанском кантону. Према попису становништва из 2013. у насељу није било становника, а већинску популацију пре рата чинили су Хрвати.

## Становништво
По последњем службеном попису становништва из 2013. године у овом насељу није било становника, а село је раније било етнички хомогено са већинском хрватском популацијом.
| Националност | 2013. | 1991.        | 1981.        | 1971.        |
| Хрвати       | —     | 168 (98,82%) | 163 (100,0%) | 156 (100,0%) |
| Срби         | —     | 2 (1,18%)    | 0            | 0            |
| Укупно       | 0     | 170          | 163          | 156          |